# روبرتو سيتران
روبرتو سيتران (بالإيطالية: Roberto Citran)‏ هو ممثل إيطالي، ولد في 26 يناير 1955 ببادوفا في إيطاليا.

## أعمال

### أفلام
- (2001) مندولين الكابتن كوريلي[5]
- (2009) تسعة[6]

## وصلات خارجية
- روبرتو سيتران على موقع IMDb (الإنجليزية)
- روبرتو سيتران على موقع ألو سيني (الفرنسية)
- روبرتو سيتران على موقع أول موفي (الإنجليزية)
- روبرتو سيتران على موقع قاعدة بيانات الأفلام السويدية (السويدية)
- روبرتو سيتران على موقع قاعدة بيانات الفيلم (الإنجليزية)
- روبرتو سيتران على موقع كينوبويسك (الروسية)